# MKE T-12
O T-12 é um fuzil de atirador designado produzido para as Forças Armadas da Turquia pela Makina ve Kimya Endüstrisi Kurumu, em um esforço para substituir os fuzis de precisão produzidos no exterior por produtos turcos nacionais. Ele utiliza o calibre padrão 5,56×45mm NATO.